# Antonio Sánchez (hudebník)
Antonio Sánchez (* 1. listopadu 1971 Ciudad de México, Mexiko) je mexický jazzový bubeník. Na bicí začal hrát v pěti letech. Studoval klavír na Národní mexické konzervatoři. Následně studoval na Berklee College of Music v Bostonu ve státě Massachusetts. Od roku 2002 je členem skupiny Pat Metheny Group. Své první sólové album Migration vydal v roce 2007 a vedle jiných na něm hrají například Pat Metheny, Chick Corea a Chris Potter. V roce 2014 složil hudbu k filmu Birdman.

## Výběr zdiskografie
Sólová alba
- Migration (2007)
- Live in New York at Jazz Standard (2010)
- New Life (2013)

Pat Metheny
- Speaking of Now (2002)
- The Way Up (2005)
- Day Trip (2008)
- Unity Band (2012)

Avišaj Kohen
- Unity (2001)